# Минимальный размер оплаты труда в Польше
Минимальный размер оплаты труда в Польше (польск. Minimalne wynagrodzenie) — это самая низкая ежемесячная и почасовая оплата труда, которую работодатели по закону должны выплачивать своим работникам в Польше. Сумма устанавливается польским правительством.
В Польше минимальный размер оплаты труда определяется ежегодно на основании Закона от 10 октября 2002 года о минимальной заработной плате. Минимальный размер оплаты труда публикуется в официальном вестнике Республики Польша Monitor Polski, объявляется премьер-министром до 15 сентября каждого года. С 1 января 2020 года минимальный размер оплаты труда (брутто) в Польше составил 2600 PLN в месяц и 17 PLN в час. До 2018 года действовал закон, по которому минимальная зарплата в первый год работы польского работника должна была составлять не менее 80 % минимального размера оплаты труда. С 1 января 2018 года в течение первого года работы польского работника его зарплата не может быть ниже минимального размера оплаты труда. Во многих европейских странах минимальная заработная плата устанавливается в процентах от среднемесячной заработной платы. В Польше минимальный размер оплаты труда составляет 45,5 % от средней зарплаты в 2015 году. С 1 января 2018 года минимальный размер оплаты труда в Польше составляет не менее 47,04 % от средней зарплаты. Польша занимает 9-е место в Европе по проценту людей получающих минимальный размер оплаты труда 4,49 %. С 1 августа 2019 года в Польше отменён подоходный налог для работников младше 26 лет, если заработок работника меньше 85528 злотых (около €20000) в год, это затронет около 2 миллионов молодых работников в Польше. С 1 октября 2019 года в Польше снизили подоходный налог с 18 % до 17 %. С 1 января 2021 года минимальный размер оплаты труда (брутто) в Польше составляет 2800 PLN в месяц и 18,30 PLN в час. Индекс Кейтца (отношение минимальной зарплаты к средней) в 2021 году составит 53,2 %, согласно прогнозируемой средней заработной платы в Польше. С 1 января 2022 года минимальный размер оплаты труда (брутто) в Польше составляет 3010 PLN в месяц и 19,70 PLN в час. С 1 января 2023 года минимальный размер оплаты труда (брутто) в Польше составляет 3490 PLN в месяц и 22,80 PLN в час. С 1 июля 2023 года минимальный размер оплаты труда (брутто) в Польше составляет 3600 PLN в месяц и 23,50 PLN в час. С 1 января 2024 года минимальный размер оплаты труда (брутто) в Польше составляет 4242 PLN в месяц и 27,70 PLN в час. С 1 июля 2024 года минимальный размер оплаты труда (брутто) в Польше составляет 4300 PLN в месяц и 28,10 PLN в час. Индекс Кейтца (отношение минимальной зарплаты к средней) в 2025 году составит 53,83 %, согласно прогнозируемой средней заработной платы в Польше. С 1 января 2025 года минимальный размер оплаты труда (брутто) в Польше составляет 4666 PLN в месяц и 30,50 PLN в час.
| Минимальный размер оплаты труда брутто — в Польше в 2000—2025 годах | Минимальный размер оплаты труда брутто — в Польше в 2000—2025 годах | Минимальный размер оплаты труда брутто — в Польше в 2000—2025 годах |
| Год                                                                 | В месяц (PLN)                                                       | В час (PLN)                                                         |
| ------------------------------------------------------------------- | ------------------------------------------------------------------- | ------------------------------------------------------------------- |
| 1 Января 2025                                                       | 4666.00                                                             | 30.50                                                               |
| 1 Июля 2024                                                         | 4300.00                                                             | 28.10                                                               |
| 1 Января 2024                                                       | 4242.00                                                             | 27.70                                                               |
| 1 Июля 2023                                                         | 3600.00                                                             | 23.50                                                               |
| 1 Января 2023                                                       | 3490.00                                                             | 22.80                                                               |
| 1 Января 2022                                                       | 3010.00                                                             | 19.70                                                               |
| 1 Января 2021                                                       | 2800.00                                                             | 18.30                                                               |
| 1 Января 2020                                                       | 2600.00                                                             | 17.00                                                               |
| 1 Января 2019                                                       | 2250.00                                                             | 14.70                                                               |
| 1 Января 2018                                                       | 2100.00                                                             | 13.70                                                               |
| 1 Января 2017                                                       | 2000.00                                                             | 13.00                                                               |
| 1 Января 2016                                                       | 1850.00                                                             | ---                                                                 |
| 1 Января 2015                                                       | 1750.00                                                             | ---                                                                 |
| 1 Января 2014                                                       | 1680.00                                                             | ---                                                                 |
| 1 Января 2013                                                       | 1600.00                                                             | ---                                                                 |
| 1 Января 2012                                                       | 1500.00                                                             | ---                                                                 |
| 1 Января 2011                                                       | 1386.00                                                             | ---                                                                 |
| 1 Января 2010                                                       | 1317.00                                                             | ---                                                                 |
| 1 Января 2009                                                       | 1276.00                                                             | ---                                                                 |
| 1 Января 2008                                                       | 1126.00                                                             | ---                                                                 |
| 1 Января 2007                                                       | 936.00                                                              | ---                                                                 |
| 1 Января 2006                                                       | 899.10                                                              | ---                                                                 |
| 1 Января 2005                                                       | 849.00                                                              | ---                                                                 |
| 1 Января 2004                                                       | 824.00                                                              | ---                                                                 |
| 1 Января 2003                                                       | 800.00                                                              | ---                                                                 |
| 1 Января 2002                                                       | 760.00                                                              | ---                                                                 |
| 1 Января 2001                                                       | 760.00                                                              | ---                                                                 |
| 1 Марта 2000                                                        | 700.00                                                              | ---                                                                 |

| Минимальный размер оплаты труда брутто — в Польше в 1970—2000 годах | Минимальный размер оплаты труда брутто — в Польше в 1970—2000 годах | Минимальный размер оплаты труда брутто — в Польше в 1970—2000 годах |
| Год                                                                 | Минимальный размер оплаты труда (после деноминации)                 | Минимальный размер оплаты труда (до деноминации)                    |
| ------------------------------------------------------------------- | ------------------------------------------------------------------- | ------------------------------------------------------------------- |
| 1 XI 1999                                                           | 670                                                                 | 6 700 000                                                           |
| 1 I 1999                                                            | 528                                                                 | 5 280 000                                                           |
| 1 II 1998                                                           | 500                                                                 | 5 000 000                                                           |
| 1 VII 1997                                                          | 450                                                                 | 4 500 000                                                           |
| 1 II 1997                                                           | 406                                                                 | 4 060 000                                                           |
| 1 I 1997                                                            | 391                                                                 | 3 910 000                                                           |
| 1 VII 1996                                                          | 370                                                                 | 3 700 000                                                           |
| 1 IV 1996                                                           | 350                                                                 | 3 500 000                                                           |
| 1 I 1996                                                            | 325                                                                 | 3 250 000                                                           |
| 1 X 1995                                                            | 305                                                                 | 3 050 000                                                           |
| 1 VII 1995                                                          | 295                                                                 | 2 950 000                                                           |
| 1 IV 1995                                                           | 280                                                                 | 2 800 000                                                           |
| 1 I 1995                                                            | 260                                                                 | 2 600 000                                                           |
| 1 X 1994                                                            | 240                                                                 | 2 400 000                                                           |
| 1 VII 1994                                                          | 220                                                                 | 2 200 000                                                           |
| 1 IV 1994                                                           | 205                                                                 | 2 050 000                                                           |
| 1 I 1994                                                            | 195                                                                 | 1 950 000                                                           |
| 1 X 1993                                                            | 1 750 000                                                           | 1 750 000                                                           |
| 1 VII 1993                                                          | 1 650 000                                                           | 1 650 000                                                           |
| 1 I 1993                                                            | 1 500 000                                                           | 1 500 000                                                           |
| 1 X 1992                                                            | 1 350 000                                                           | 1 350 000                                                           |
| 1 IX 1992                                                           | 1 300 000                                                           | 1 300 000                                                           |
| 1 VIII 1992                                                         | 1 200 000                                                           | 1 200 000                                                           |
| 1 V 1992                                                            | 1 000 000                                                           | 1 000 000                                                           |
| 1 I 1992                                                            | 875 000                                                             | 875 000                                                             |
| 1 XII 1991                                                          | 700 000                                                             | 700 000                                                             |
| 1 X 1991                                                            | 652 000                                                             | 652 000                                                             |
| 1 VII 1991                                                          | 632 000                                                             | 632 000                                                             |
| 1 IV 1991                                                           | 605 000                                                             | 605 000                                                             |
| 1 I 1991                                                            | 550 000                                                             | 550 000                                                             |
| 1 X 1990                                                            | 440 000                                                             | 440 000                                                             |
| 1 IX 1990                                                           | 368 000                                                             | 368 000                                                             |
| 1 I 1990                                                            | 120 000                                                             | 120 000                                                             |
| 1 X 1989                                                            | 38 000                                                              | 38 000                                                              |
| 1 VII 1989                                                          | 22 100                                                              | 22 100                                                              |
| 1 I 1989                                                            | 17 800                                                              | 17 800                                                              |
| 1 I 1988                                                            | 9000                                                                | 9000                                                                |
| 1 I 1987                                                            | 7000                                                                | 7000                                                                |
| 1 I 1986                                                            | 5400                                                                | 5400                                                                |
| 1 IX 1982                                                           | 5400                                                                | 5400                                                                |
| 1 I 1982                                                            | 3000                                                                | 3000                                                                |
| 1 I 1980                                                            | 2000                                                                | 2000                                                                |
| 1 V 1979                                                            | 1800                                                                | 1800                                                                |
| 1 V 1978                                                            | 1600                                                                | 1600                                                                |
| 1 V 1977                                                            | 1400                                                                | 1400                                                                |
| 1 VIII 1974                                                         | 1200                                                                | 1200                                                                |
| 1 XII 1970                                                          | 1000                                                                | 1000                                                                |

| Минимальный размер оплаты труда брутто, нетто и расходы для работодателя в Польше в 2000—2025 гг.                                                                             | Минимальный размер оплаты труда брутто, нетто и расходы для работодателя в Польше в 2000—2025 гг. | Минимальный размер оплаты труда брутто, нетто и расходы для работодателя в Польше в 2000—2025 гг. | Минимальный размер оплаты труда брутто, нетто и расходы для работодателя в Польше в 2000—2025 гг.  |
| Год | В польских злотых брутто (PLN)                                                                    | В польских злотых нетто (PLN)                                                                     | Общая стоимость найма для работодателя (PLN)                                                       |
| --- | ------------------------------------------------------------------------------------------------- | ------------------------------------------------------------------------------------------------- | -------------------------------------------------------------------------------------------------- |
| 2025 | 4666.00                                                                                           | 3510.92                                                                                           | 5621.60                                                                                            |
| 2024 | 4300.00                                                                                           | 3261.53                                                                                           | 5180.64                                                                                            |
| 2024 | 4242.00                                                                                           | 3221.98                                                                                           | 5110.76                                                                                            |
| 2023 | 3600.00                                                                                           | 2783.86                                                                                           | 4337.28                                                                                            |
| 2023 | 3490.00                                                                                           | 2709.48                                                                                           | 4204.75                                                                                            |
| 2022 | 3010.00                                                                                           | 2363.56                                                                                           | 3626.46                                                                                            |
| 2021 | 2800.00                                                                                           | с 26 лет: 2061.67 до 26 лет: 2198.67                                                              | 3373.44                                                                                            |
| 2020 | 2600.00                                                                                           | с 26 лет: 1920.62 до 26 лет: 2041.62                                                              | 3132.48                                                                                            |
| 2019 | 2250.00                                                                                           | с 26 лет: 1633.78 до 26 лет: 1766.78 с 26 лет: 1673.78 до 26 лет: 1766.78 (с 1 октября)           | 2710.81                                                                                            |
| 2018 | 2100.00                                                                                           | 1530.00                                                                                           | 2532.81                                                                                            |
| 2017 | 2000.00                                                                                           | 1459.48                                                                                           | 2412.20                                                                                            |
| 2016 | 1850.00                                                                                           | 1355.69                                                                                           | 2231.29                                                                                            |
| 2015 | 1750.00                                                                                           | 1286.16                                                                                           | до 31.03: 2112.96 от 01.04: 2110.68 (из-за снижения налога по страхованию от несчастных случаев)   |
| 2014 | 1680.00                                                                                           | 1237.20                                                                                           | 2028,43                                                                                            |
| 2013 | 1600.00                                                                                           | 1181.38                                                                                           | 1931.84                                                                                            |
| 2012 | 1500.00                                                                                           | 1111.86                                                                                           | до 31.01: 1777.20 от 01.02: 1807.20 (из-за увеличения взносов в страхование по нетрудоспособности) |
| 2011 | 1386.00                                                                                           | 1032.34                                                                                           | 1642.14                                                                                            |
| 2010 | 1317.00                                                                                           | 984.15                                                                                            | 1560.39                                                                                            |
| 2009 | 1276.00                                                                                           | 954.96                                                                                            | 1511.81                                                                                            |
| 2008 | 1126.00                                                                                           | 845.17                                                                                            | 1334.09                                                                                            |
| 2007 | 936.00                                                                                            | do 30.06: 675.40 od 01.07: 697.95                                                                 | 1127.69                                                                                            |
| 2006 | 899.10                                                                                            | 647.93                                                                                            | 1083.23                                                                                            |
| 2005 | 849.00                                                                                            | 617.39                                                                                            | ?                                                                                                  |
| 2004 | 824.00                                                                                            | 602.77                                                                                            | ?                                                                                                  |
| 2003 | 800.00                                                                                            | 588.39                                                                                            | ?                                                                                                  |
| 2002 | 760.00                                                                                            | 561.82                                                                                            | ?                                                                                                  |
| 2001 | 760.00                                                                                            | 559.12                                                                                            | ?                                                                                                  |
| 2000 | 700.00                                                                                            | 512.83                                                                                            | ?                                                                                                  |
| Источники: http://msp.money.pl/kalkulatory_i_wskazniki/wskazniki/wynagrodzenia, http://www.infor.pl/kalkulatory/wynagrodzenia и http://www.money.pl/podatki/kalkulatory/plac/ |                                                                                                   |                                                                                                   | |

## Налоговый клин
Налоговый клин оказывает значительное влияние на минимальную заработную плату, с одной стороны, уменьшает увеличение заработной платы с точки зрения сотрудника и повышает стоимость работы с точки зрения работодателя. Налоговый клин в Польше приводит к тому, что работодатель, желающий увеличить зарплату работника на 100 злотых, будет тратить 120 злотых, а работник получит только 70 злотых, а оставшиеся 50 злотых будут потреблены на социальные взносы и вычета подоходного налога. Стоимость валового прироста 200 злотых составляет 240 злотых и 140 злотых за сотрудника, увеличение на 500 злотых составляет 600 злотых и 350 злотых нетто. В то же время из-за очень низких доходов налоговый клин в Польше, скорее всего, ощущается семьями с низкими доходами.